# Bangai-O
Bangai-O és un videojoc shoot'em up produït per Treasure Co. Ltd. Es va llançar primerament una versió per Nintendo 64 i després va ser portat a la Dreamcast.

## Joc
Bangai-O és un shooter multidireccional de desplaçament lateral en 2D. El jugador controla un mech armat que és pilotat pels dos personatges principals, Riki i la seva germana Mami. La història segueix la Riki i la Mami en els seus esforços per evitar que els criminals contraban contraban de fruites per finançar les seves accions malignes. El jugador pot volar lliurement per cadascuna de les 44 etapes del joc, i ha de trobar i destruir el cap en cada etapa per avançar. El mech pot disparar en vuit direccions i el tipus de munició depèn del personatge que pilota. Els dos pilots es poden intercanviar instantàniament, Riki dispara míssils orientadors i Mami dispara projectils reflectants que reboten contra les parets. Els escenaris estan poblats d'edificis i obstacles destruïbles, així com alguns murs que s'obren mitjançant interruptors. També hi ha perills com ara torretes de canons i mechs enemics que disparen projectils al jugador. El jugador té un mesurador de salut però no té un breu període d'invulnerabilitat després de ser colpejat, per la qual cosa pot morir a l'instant si és colpejat amb una pluja de foc. Els enemics i objectes destruïts donen fruits que omplen un comptador que s'utilitza per impulsar l'atac de la "bomba dispersa". Aquest atac es pot carregar per llançar fins a 100 trets dispersos en totes direccions alhora. En colpejar els 100 trets als enemics, s'obrirà un petit portal a una botiga on el jugador podrà obtenir millores, com ara un dany de trets millorat.
La versió Dreamcast de Bangai-O, llançada després de la versió inicial de Nintendo 64, presenta diferències significatives en el joc que es tradueix en una experiència més simplificada. A la versió Dreamcast, les bales són més fortes, i la destrucció d'objectes i enemics reomple el comptador d'atac de bombes en lloc de fruita que ara només s'afegeix a la puntuació del jugador. L'atac amb bomba també ja no es pot carregar a un nombre específic de míssils, però depèn de la proximitat del jugador als projectils enemics. A la versió Dreamcast, es poden disparar fins a 400 míssils alhora en comparació amb els 100 de la Nintendo 64. A més, s'elimina la botiga. En canvi, el joc inclou potenciadors que es poden trobar entre les restes del medi ambient. També hi ha altres diferències menors, com ara diferències de puntuació i més estructura i tipus d'enemics.